# Уткин, Егор Ермолаевич
Егор Ермолаевич Уткин (1869 — ?) — крестьянин, депутат Государственной думы I созыва от Тамбовской губернии.

## Биография
Крестьянин села Яблоковец Шихменской волости Липецкого уезда Тамбовской губернии.  Выпускник начальной школы. Служил волостным старшиной. Занимался земледелием. Во время выборов в Думу был внепартийным.
28 марта 1906 избран в Государственную думу I созыва от общего состава выборщиков Тамбовского губернского избирательного собрания.  Беспартийный.  Трудовики в своём издании «Работы Первой Государственной Думы» политическую позицию Уткина характеризуют как «Б. пр.». Это означает, что беспартийный Уткин поселился на казённой квартире Ерогина, нанятой на государственные деньги для малоимущих депутатов специально для их обработки в проправительственном духе, и оставался там до конца работы Думы. 14 июня 1906 результаты выборов 11 депутатов от Тамбовской губернии, в том числе и Е. Е. Уткина, отменены на основании доклада 4-го отдела Государственной Думы.

### Рекомендуемые источники
- Буланова Л. В., Токарев Н. В. Представители тамбовского крестьянства - депутаты Государственной думы I—IV созывов // Общественно-политическая жизнь Российской провинции XX века. Тамбов, 1991. Выпуск 2;
- Земцев Л. И. Крестьяне Центрального Черноземья в Государственной думе I созыва // Крестьяне и власть. Тамбов, 1995;
- Тамбовская энциклопедия. Тамбов, 2004.

### Архивы
- Российский государственный исторический архив. Фонд 1278. Опись 1 (1-й созыв). Дело 51. Лист 55, 63; Фонд 1327. Опись 1. 1905 год. Дело 141. Лист 40 оборот.